# Edoardo Mapelli Mozzi
Edoardo Alessandro Mapelli Mozzi (Londres, 19 de novembro de 1983) é um incorporador imobiliário britânico descendente da nobreza italiana. Conhecido por ser membro da família real britânica, quando se casou com a princesa Beatriz de Iorque, filha mais velha do príncipe André, Duque de Iorque, e sobrinha do rei Carlos III.
Fundador e diretor executivo da Banda Property, uma empresa de desenvolvimento imobiliário e design de interiores. 

## Biografia

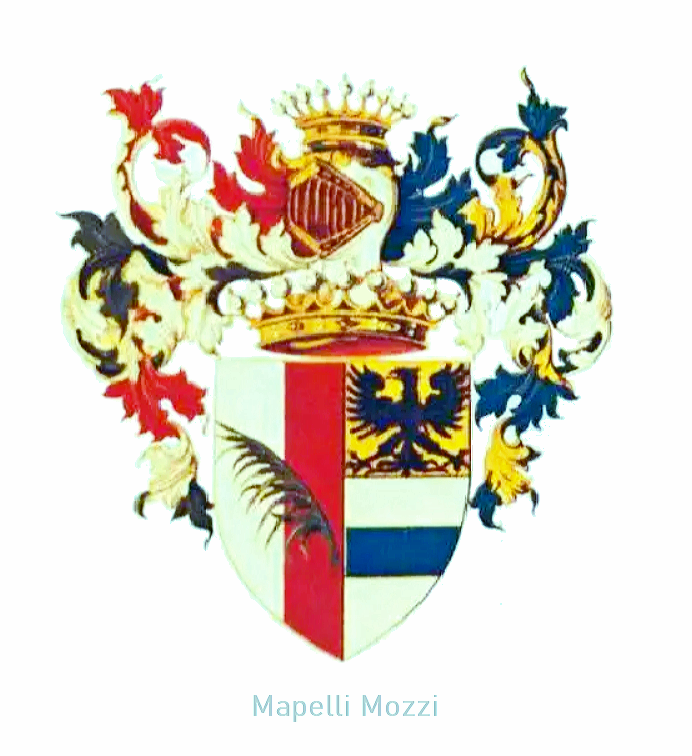
Brasão dos Condes Mapelli Mozzi (1913)

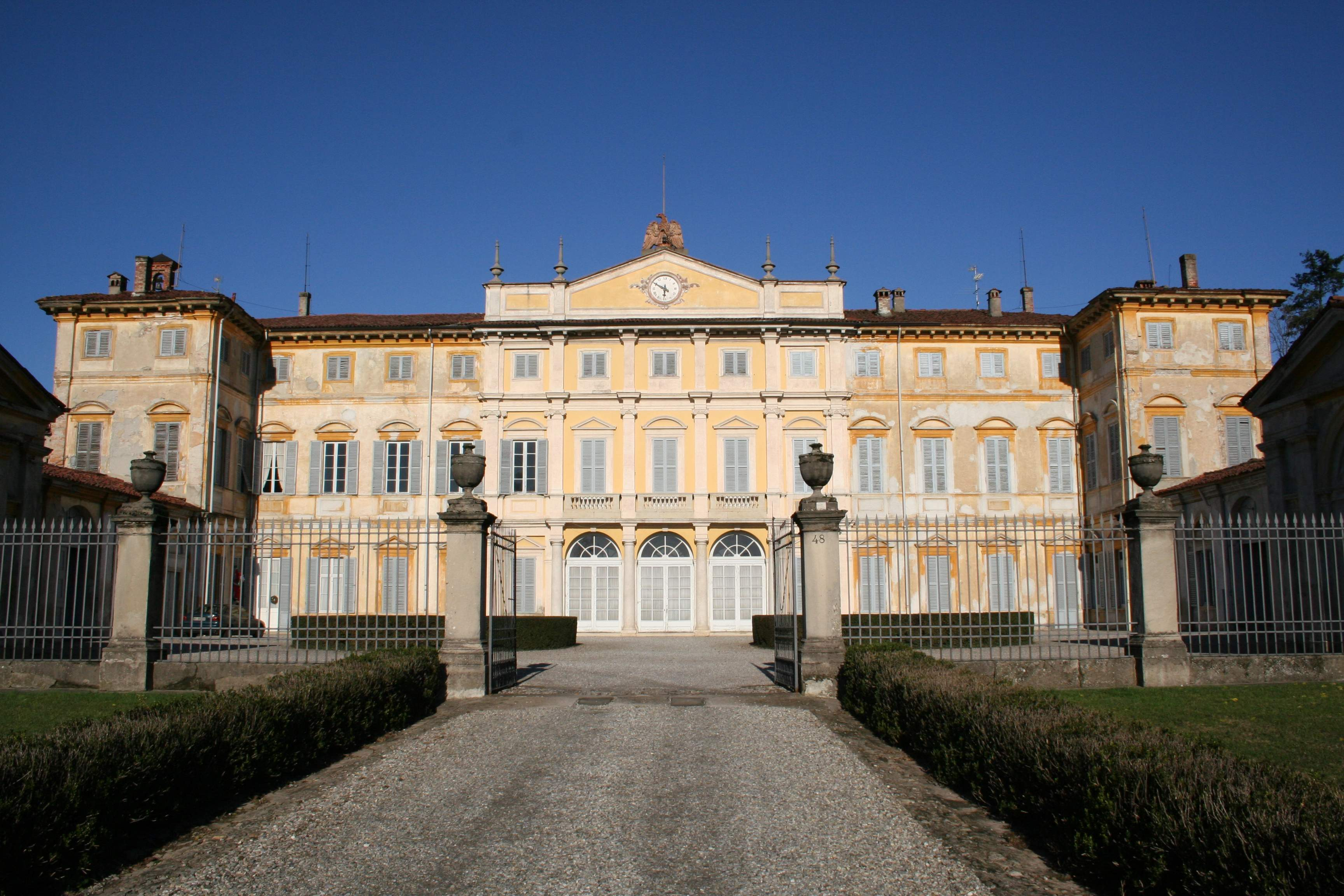
Villa Mapelli Mozzi, casa ancestral da família de Edoardo na Lombardia, Itália.

Mapelli Mozzi nasceu no Hospital Portland, no West End de Londres, Reino Unido. Ele é filho de Alessandro "Alex" Mapelli-Mozzi, um atleta olímpico britânico e membro de uma antiga família nobre italiana cuja sede ancestral é Villa Mapelli Mozzi na província de Bérgamo, na Itália.
A BBC afirma que Mapelli Mozzi é um conde; embora os títulos de nobreza não sejam oficialmente reconhecidos na República Italiana, eles ainda podem ser usados por cortesia. O título hereditário de Conde no Reino da Itália foi concedido à família Mapelli Mozzi em 1913 pelo rei Vítor Emanuel III, em particular a todos os descendentes legítimos da linha masculina que carregassem o sobrenome da família nobre de Mozzi, que foi anteriormente incorporada à família nobre de Mapelli.
A mãe de Mapelli Mozzi é Nicola "Nikki" Williams-Ellis, neta paterna do empresário e político do partido liberal Robert Abraham Burrows. Nicola foi mais tarde casada com o empresário e político conservador Christopher Shale. Em 2017, ela se casou pela terceira vez, desta vez com o escultor David Williams-Ellis. Mapelli Mozzi tem uma irmã mais velha, Natalia Alice Yeomans (nascida em 1981), e um meio-irmão mais novo, Albemarle "Alby" Shale (nascido em 1991).

## Carreira
Mapelli Mozzi frequentou a Dragon School em Oxford, depois o Radley College em Oxfordshire, antes de obter um mestrado em Política na Universidade de Edimburgo.
Aos 23 anos, com o apoio da família, fundou a Banda, uma empresa de desenvolvimento imobiliário e design de interiores, que afirma desenvolver casas em áreas "subvalorizadas" de Londres. Isto foi contestado por especialistas imobiliários no Twitter e Forbes, que argumentam que "não há nada subvalorizado em Notting Hill ", onde está localizado o mais recente projeto da Mapelli Mozzi, e descrevem o distrito como "um destino residencial superprime".
Mapelli Mozzi ocupa cargos de direção em diversas empresas, algumas delas com sua mãe, Nikki Williams-Ellis, e seu cunhado, Tod Yeomans. Antes da eleição para prefeito de Londres em 2016, Mapelli Mozzi escreveu um artigo para a Property Week, pedindo ao futuro prefeito que insistisse em projetos de reconstrução no centro de Londres. Ele também criticou os políticos Andrea Leadsom e Jeremy Corbyn.

### O críquete cria esperança

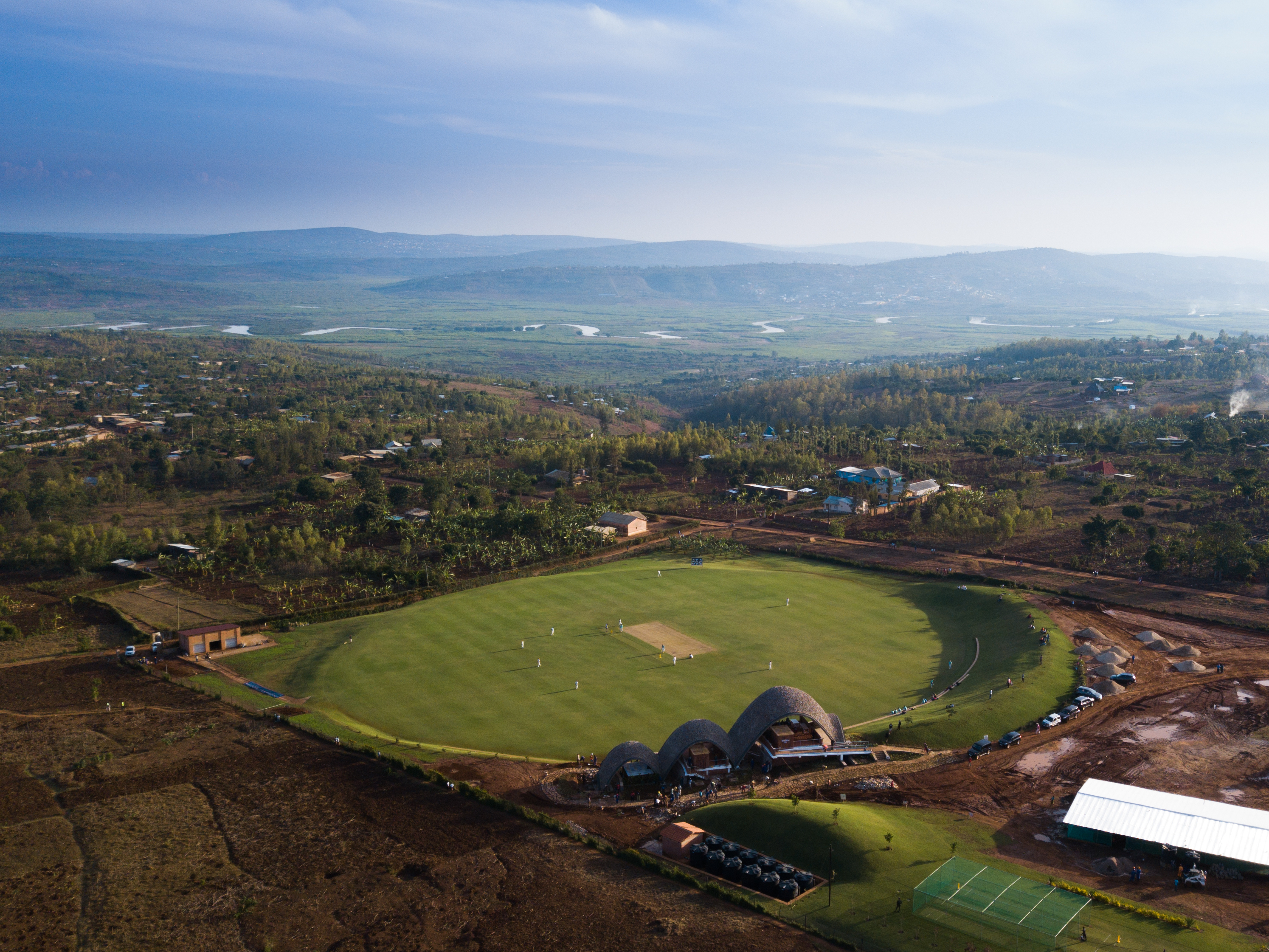
Estádio de críquete Gahanga

Mapelli Mozzi é cofundador da instituição de caridade britânico-ruandesa "Cricket Builds Hope", que visa usar críquete como "uma ferramenta para uma mudança social positiva" em Ruanda, na África Oriental. Anteriormente conhecida como Rwanda Cricket Stadium Foundation (RCSF), a instituição de caridade foi fundada em 2011 para construir o primeiro campo de críquete de grama de Ruanda, agora conhecido como Gahanga International Cricket Stadium. O padrasto de Mapelli Mozzi, Christopher Shale (1954–2001), empresário britânico e político conservador, teve a ideia da instituição de caridade, mas morreu antes de poder colocá-la em prática. A família e os amigos de Shale criaram a fundação após sua morte; o meio-irmão materno de Mapelli Mozzi, Albemarle "Alby" Shale (nascido em 1991), está no conselho de curadores.  Há seis patrocinadores da instituição de caridade. Eles são: Jonathan Agnew, Brian Lara, Heather Knight, Ebony Rainford-Brent, Sam Billings e Makhaya Ntini. Em 2012, Mapelli Mozzi pedalou 100 kilometres (62 mi) durante a noite em Londres no Nightrider Challenge para arrecadar fundos para a fundação Cricket Builds Hope.

## Vida pessoal
Mapelli Mozzi foi noivo da arquiteta americana Dara Huang até 2018. Eles têm um filho, Christopher Woolf "Wolfie", nascido em 2016.
Em 2018, Mapelli Mozzi iniciou um relacionamento com a princesa do Reino Unido, Beatriz Windsor, que ele conhece desde a infância. Sua família é amiga íntima dos pais dos Duques de Iorque, André e Sara há décadas.
Em março de 2019, Beatrice compareceu a um evento de arrecadação de fundos na National Portrait Gallery, em Londres, acompanhada por Mapelli Mozzi. Após o seu pedido de casamento em Itália, o noivado do casal foi anunciado em 26 de setembro de 2019. Mapelli Mozzi teria desenhado o anel de noivado junto com o joalheiro britânico Shaun Leane.
O casal pretendia se casar na Capela Real do Palácio de St. James em 29 de maio de 2020, mas adiou a cerimônia devido à pandemia de COVID-19. Um casamento privado ocorreu na Capela Real de Todos os Santos no Windsor Great Park em 17 de julho de 2020.
Beatrice deu à luz sua primeira filha, Sienna Elizabeth Mapelli Mozzi, em 18 de setembro de 2021 no Chelsea and Westminster Hospital. Sienna é atualmente a 10ª na linha de sucessão ao trono britânico. Sua segunda filha, Athena Elizabeth Rose Mapelli Mozzi, nasceu em 22 de janeiro de 2025 no Chelsea and Westminster Hospital, várias semanas prematuramente. Atena está atualmente em 11º lugar na linha de sucessão.
O casal morava inicialmente em um apartamento de quatro quartos no St James's Palace, mas eles teriam se mudado para uma mansão em Cotswolds no final de 2022. Em uma entrevista de agosto de 2021, Beatrice revelou que Mapelli Mozzi, assim como ela, é disléxico.
Mapelli Mozzi é ativo nas redes sociais, incluindo Twitter, onde falou contra poluição plástica nos oceanos e caça às baleias no Japão, e compartilhou mensagens sobre controle de armas nos Estados Unidos. Ele criticou os políticos britânicos Andrea Leadsom e Jeremy Corbyn no passado e usou a hashtag "ImWithHer" no Twitter na noite da eleição presidencial dos Estados Unidos de 2016 para mostrar seu apoio à candidata democrata Hillary Clinton.

## Honras
| Data                   | Medalha                                              | Fita |
| ---------------------- | ---------------------------------------------------- | ---- |
| 6 de fevereiro de 2022 | Medalha do Jubileu de Platina da Rainha Elizabeth II |      |
| 6 de maio de 2023      | Medalha da Coroação do Rei Carlos III                |      |

## Artigos de autoria
- Mapelli Mozzi, Edo (2 May 2016). «Mayoral election: without more homes 'Building for Londoners' policy will fall flat». Property Week Verifique data em: |data= (ajuda)